# Землянка (мемориальный комплекс)
Мемориальный комплекс «Землянка» создан в 1982 на месте расположения в 1941 штаба Западного фронта
Находится в 1-м километре восточнее автозавода им. С. М. Кирова, у шоссе Могилёв — Чаусы, в лесу. Включает сооружённую из бетона мемориальную землянку и стелу с памятной надписью.
Штаб Западного фронта располагался здесь с 24.6 по 3.7.1941. Командующие фронтом: генерал армии Д. Г. Павлов (22—30 июня), генерал-лейтенант А. И. Ерёменко (30 июня — 2 июля, 19—29 июля), Маршал Советского Союза С. К. Тимошенко (2 19 июля, 30.7 — 12.9.1941). 27 июля в штаб Западного фронта прибыли представители Ставки Главного командования Маршалы Советского Союза К. Е. Ворошилов и Б. М. Шапошников.
1.7.1941 в штабе состоялось совещание парт, актива с участием 1-го секретаря ЦК КП(б)Б П. К. Пономаренко, Ворошилова и Шапошникова, 1-го секретаря Могилёвского обкома КП (б) Б И. Н. Макарова, 1 -го секретаря Могилёвского обкома ЛКСМБ Ф. А. Сурганова, др. руководящих работников. Были разработаны конкретные меры по укреплению обороны города, рассмотрены вопросы, связанные с руководством боевыми действиями. Непосредственно оборона города была возложена на 172-ю стрелковую дивизию (генерал-майор М. Т. Романов), подкреплённую отрядами народного ополчения.